# Ямайская аратинга
Ямайская аратинга (лат. Eupsittula nana) — птица семейства попугаевых.

## Распространение
Обитают в Белизе, Коста-Рике, Доминиканской Республике, Гватемале, Гондурасе, Ямайке, Мексике, Никарагуа, Панаме и на Каймановых островах.

## Образ жизни
Населяют субтропические и влажные тропические леса.